# Itheum fuscoantennale
Itheum fuscoantennale là một loài bọ cánh cứng trong họ Cerambycidae.